# Birka Line

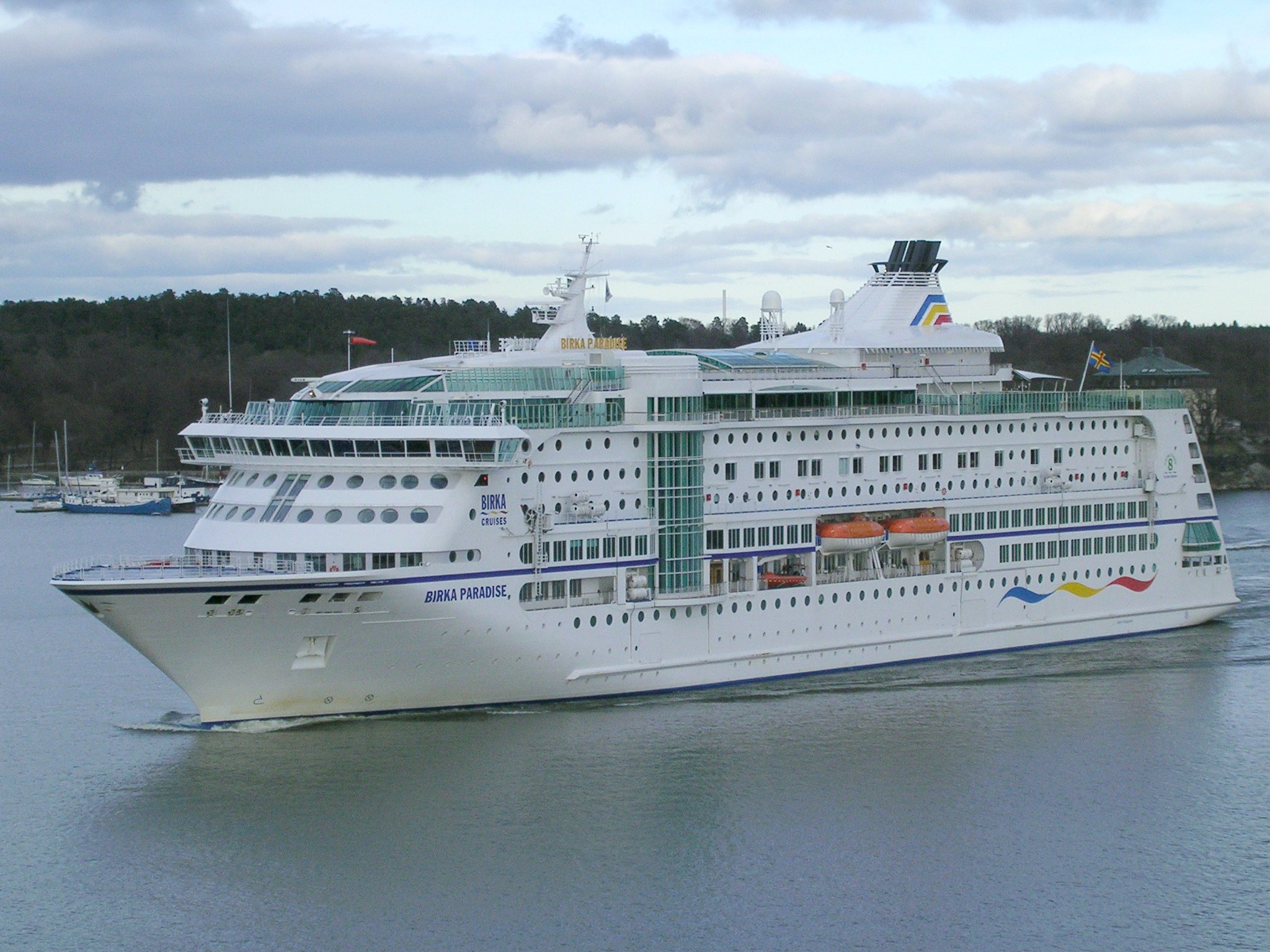
Birka Paradise vlajková loď firmy Birka Line, rok výroby 2004

Birka Line je loďařská firma na Alandech, která pořádá zábavné lodní plavby po Baltském moři. Plavba začíná ve Stockholmu pod jménem Birka Cruises, nákladní plavby pod značkou Birka Cargo.

## Historie
Birka Line byla založena v roce 1971. První plavba byla 21. listopadu, trasa Stockholm - Mariehamn. 

## Současnost
Birka Cruise je ve Švédsku velmi oblíbená. Během 22 hodin plavby mohou pasažéři navštívit některý z tanečních parketů, vykoupat se v bazénů, navštívit saunu, solárium. K dispozici je restaurace a několik barů. Hlavním důvodem návštěvy Birka Cruise je ale cena alkoholu. Ve Švédsku je díky daním alkohol velmi drahý. A na lodi se na rozdíl od pevniny platit daně nemusí. Od daní osvobozený obchod na lodi je pasažéry hojně navštěvován. Je oficiálně stanoveno, kolik alkoholu může jedna osoba legálně z lodi zpět na pevninu vynést (asi litr tvrdého alkoholu na osobu), ale kontrola je spíš symbolická. 
Plavba spočívá v tom, že loď vypluje ze Stockholmu, dorazí k jednomu finskému ostrovu a jede se zpátky do Stockholmu. 